# Dead Man in Reno
I Dead Man in Reno sono un gruppo deathcore, metalcore formatosi a Tuscaloosa, Alabama nel 2003.

## Storia
I DMiR si formano nel 2003 con il nome Silent Fall. I 5 componenti suonano per anni nei locali e nei festival della loro zona, fino a quando decidono di cambiare il loro nome in Dead Man in Reno. In seguito, nel 2006, firmarono un contratto per 3 album con la Candlelight Record.
I DMiR registrarono il loro primo, omonimo album con Jamie King, produttore dei (Between The Buried and Me) e cominciarono un tour durante l'estate.
Nel 2008, al termine della registrazione del loro secondo album, per problemi finanziari non riuscirono a farlo uscire e si separarono. Ritornarono insieme nel settembre del 2009.

## Formazione
I Dead Man in Reno cominciarono in 5, con Sam Conyers come cantante, Chris Peunel e Justin Samson alla chitarra, Drew Shelnutt al basso e George Edmondson alla batteria. Dopo qualche cambio di formazione si sciolgono nel 2008.
Tornano insieme nel 2009 con la formazione originale.

### Formazione originale
- Sam Conyers - voce
- Chris Peunel - chitarra
- Justin Samson - chitarra
- Drew Shelnutt - basso
- George Edmondson - batteria

### Nel 2009 dopo la reunion
- Sam Conyers - voce
- Chris Peunel - chitarra
- Stuart Ogran - chitarra
- Drew Shelnutt - basso
- George Edmondson - batteria

### Formazione attuale
- Sam Conyers - voce
- Justin Samson - chitarra
- Kris Gottlieb - chitarra
- Andy Green - basso
- George Edmondson - batteria

## Discografia
- 2006 - Dead Man in Reno, Candlelight Records
- 2008 - Ideology EP, Candlelight Records
- 2009 - Ideology, Candlelight Records